# Les Secrets d'un mariage réussi
Les Secrets d'un mariage réussi (Secrets of a Successful Marriage) est le 22e et dernier épisode de la saison 5 de la série télévisée d'animation Les Simpson. Il a été diffusé pour la première fois sur le réseau Fox aux États-Unis le 19 mai 1994.

## Synopsis
Pendant une partie de poker, Homer est traité de « lent » par Lenny. Révolté par cette critique, il en parle le lendemain à sa famille, à la suite de quoi Marge lui suggère de prendre des cours dans un centre d'enseignement pour adultes.
Une fois au centre, il observe plusieurs des cours qui y sont donnés et souhaite alors à son tour devenir enseignant dans ce centre pour susciter l'admiration des élèves. Il postule et obtient un poste pour le cours intitulé Réussir son mariage.
Ses élèves se rendent rapidement compte qu'il n'a en réalité rien d'intéressant à raconter et s'apprêtent à quitter la salle jusqu'à ce qu'Homer mentionne ses relations intimes avec Marge, mais Marge n'apprécie pas cet étalage public de leur vie privée...